# Mackøya
Mackøya est une petite île du Svalbard dans le Détroit d'Hinlopen. Elle fait partie de l'archipel des Rønnbeckøyane. Elle est située à l'est du Cap Weyprecht.
Elle est formée de falaises de basalte atteignant 22 m d'altitude.
Les îles les plus proches sont celles de Torkildsenøya, à l'est et Isaksenøya, au nord.
L'île a été découverte en 1867 par Nils Fredrik Rønnbeck, un explorateur suédo-norvégien.
Elle doit son nom à Fritz Christian Mack (1837-1876), un Norvégien, capitaine  de navire, qui fit de nombreuses découvertes géographiques dans l'arctique.
La faune de l'île se résume principalement aux ours polaires.